# الديمة (إب)

تعديل مصدري - تعديل

الديمة محلة تابعة لقرية سكران، التابعة لعزلة الموية بمديرية إب إحدى مديريات محافظة إب في الجمهورية اليمنية.، بلغ تعداد سكانها 158 حسب تعداد اليمن لعام 2004.